# Bhima (rivière)
Pour les articles homonymes, voir Bhima (homonymie).
La rivière  Bhima  est un affluent de la Krishna et l'un des plus longs de l'Inde avec un cours de 861 kilomètres. Prenant sa source dans les Ghats occidentaux, il traverse l'Inde du Sud d'Ouest en Est.

## Géographie
Le bassin de la Bhima, 70 614 km2 fait vivre environ 12,33 millions de personnes avec trente-trois barrages.